# Сопоага (водопад)
 Сопоага (англ. Sopoaga Falls) — водопад на острове Уполу в Самоа. Расположен на реке Маливейфагатола (англ. Mulivaifagatola River), на автомобильной трассе, соединяющей Апиа с небольшой деревней Самусу (англ. Samusu). Высота потока воды — 54 метра.

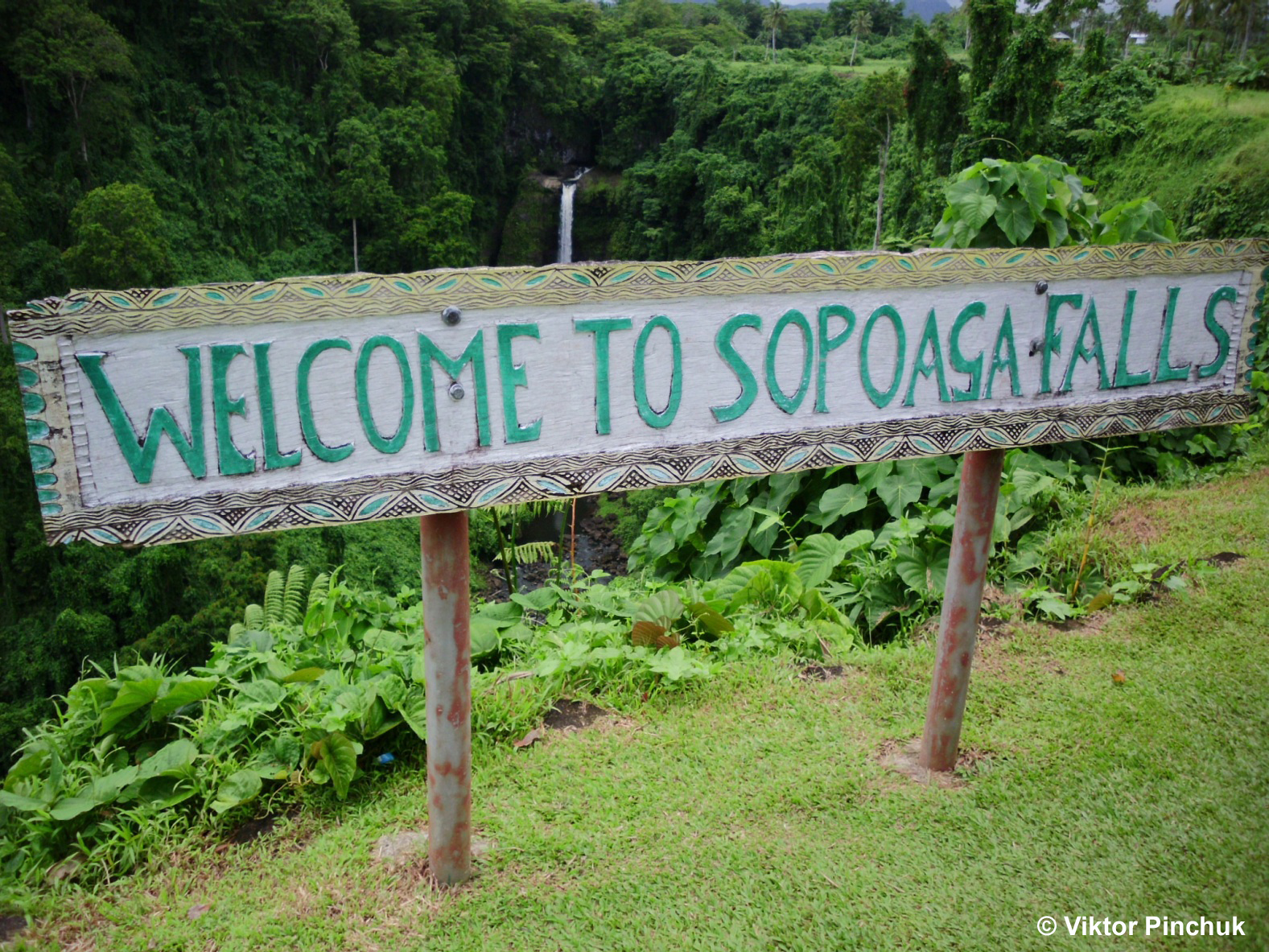
Указатель

Водопад изображён на самоанской банкноте 20 тала.
В пяти километрах от водопада находится другая природная достопримечательность — водоём вулканического происхождения То-Суа. А в 3 км — ещё один водопад — Фуипизия.